# Paguate
Paguate ist ein Dorf im Nordwesten des US-Bundesstaates New Mexico im Cibola County. Das U.S. Census Bureau hat bei der Volkszählung 2020 eine Einwohnerzahl von 474 ermittelt.
Paguate hat eine Fläche von 19,2 km². Die Bevölkerungsdichte liegt bei 25 Einwohnern je km². Die Koordinaten sind 35°8'14 "Nord, 107°22'15" West. Paguate liegt im Laguna-Indianerreservat.